# Hadjina grisea
Hadjina grisea là một loài bướm đêm trong họ Noctuidae.